# Tifo epidémico
O tifo epidémico (português europeu) ou tifo epidêmico (português brasileiro) ou tifo exantemático epidémico, popularmente conhecido apenas como tifo (apesar de outras doenças distintas terem o mesmo nome), é uma doença epidêmica transmitida por parasitas comuns no corpo humano, como piolhos, e causado pela bactéria Rickettsia prowazekii. É um tipo de riquetsiose atualmente raro no mundo graças a eficiência do tratamento antibiótico e de eliminação dos vetores.
É distinta e não relacionada à Febre tifoide que é causada pelas Salmonella. Há outras formas semelhantes ao tifo epidêmico, porém menos graves, como o tifo endémico causado pela Rickettsia typhi e o tifo do mato causado pela Orientia tsutsugamushi (antigamente R. tsutsugamushi).

## Causa
A Rickettsia prowasekii é um pequeno (menos de meio micrômetro) bacilo cocóide parasita intracelular que é incapaz de se reproduzir fora das suas células hóspedes.
Infecta os piolhos do corpo humano Pediculus humanus corporis. Permanece viva muitos dias nas fezes e/ou cadáveres dos piolhos.

## Epidemiologia

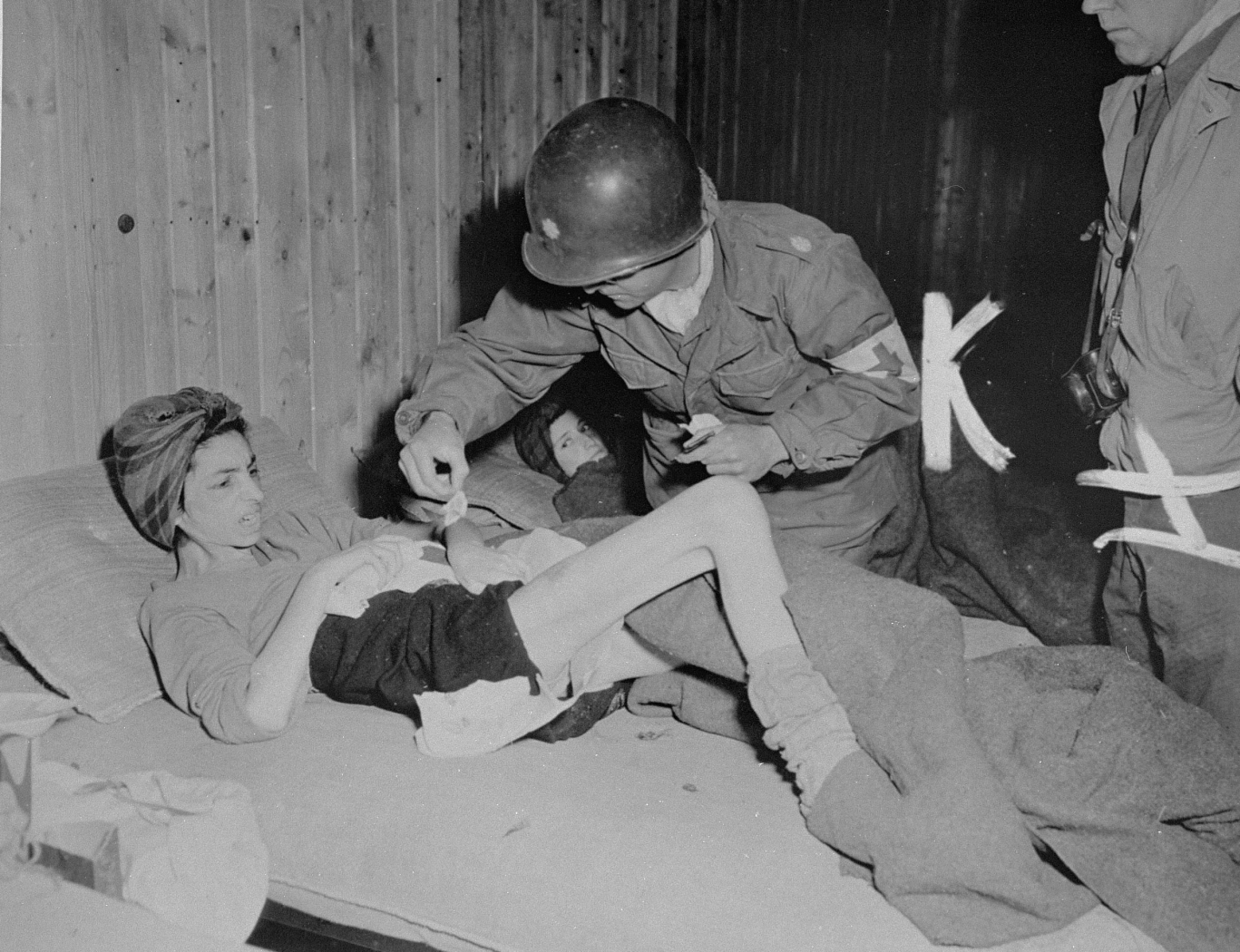
Era comum prisioneiros de guerra sofrerem de tifo epidêmica além de fome, difteria e tuberculose.

O tifo epidêmico foi durante muito tempo uma causa importante de epidemias mortíferas na Europa (especialmente no Leste Europeu e na Rússia) e Ásia. Hoje em dia está erradicada na Europa, e em outras regiões. Quando surge, as medidas de saúde pública geralmente previnem o aparecimento de epidemias. Existem casos esporádicos em regiões rurais e montanhosas da América do Sul, Ásia e África.
Infecta os piolhos do corpo humano Pediculus humanus corporis, mas é rapidamente mortal para os piolhos também, o que facilita a erradicação. As epidemias que surgiram foram de transmissão muito rápida, com grande número de pessoas infectadas e piolhos susceptíveis no local, como em exércitos, prisões, campos de concentração ou outras aglomerações. Epidemias são facilmente evitáveis matando os piolhos e podem ser prevenidas com medidas simples de higiene das casas, roupas e com banhos regulares. Surtos recentes em áreas rurais e montanhosas da África e América do Sul, foram contidos com o uso de antibióticos e eliminação dos vetores antes que a contaminação se espalhasse para outros países.

### Brasil
O tifo exantemático epidémico nunca foi descrito no Brasil. Atualmente, do grupo do tifo exantemático, há apenas o tifo murino, com casos identificados apenas nos estados do Sudeste como Minas Gerais, São Paulo e Rio de Janeiro.

## Progressão
O tifo é transmitido pelo piolho humano do corpo Pediculus humanus corporis, (mais raramente pelo piolho dos cabelos), que os excretam nas suas fezes, invadindo o ser humano através de pequenas feridas invisíveis. A incubação é de 10 a 14 dias, enquanto as bactérias se reproduzem no interior de células endoteliais que revestem os vasos sanguíneos, libertando a descendência para o sangue de forma continua, com inflamação dos vasos causando eritema(manchas vermelhas pelo corpo).
A febre alta surge após essas duas semanas, seguida do exantema (manchas vermelhas) após mais quatro a sete dias.
Mortalidade
A mortalidade é de 20% se não tratado adequadamente, mas algumas epidemias entre desnutridos chegaram a matar cerca de 2 em cada 3 infectados (66%).

## Sinais e sintomas

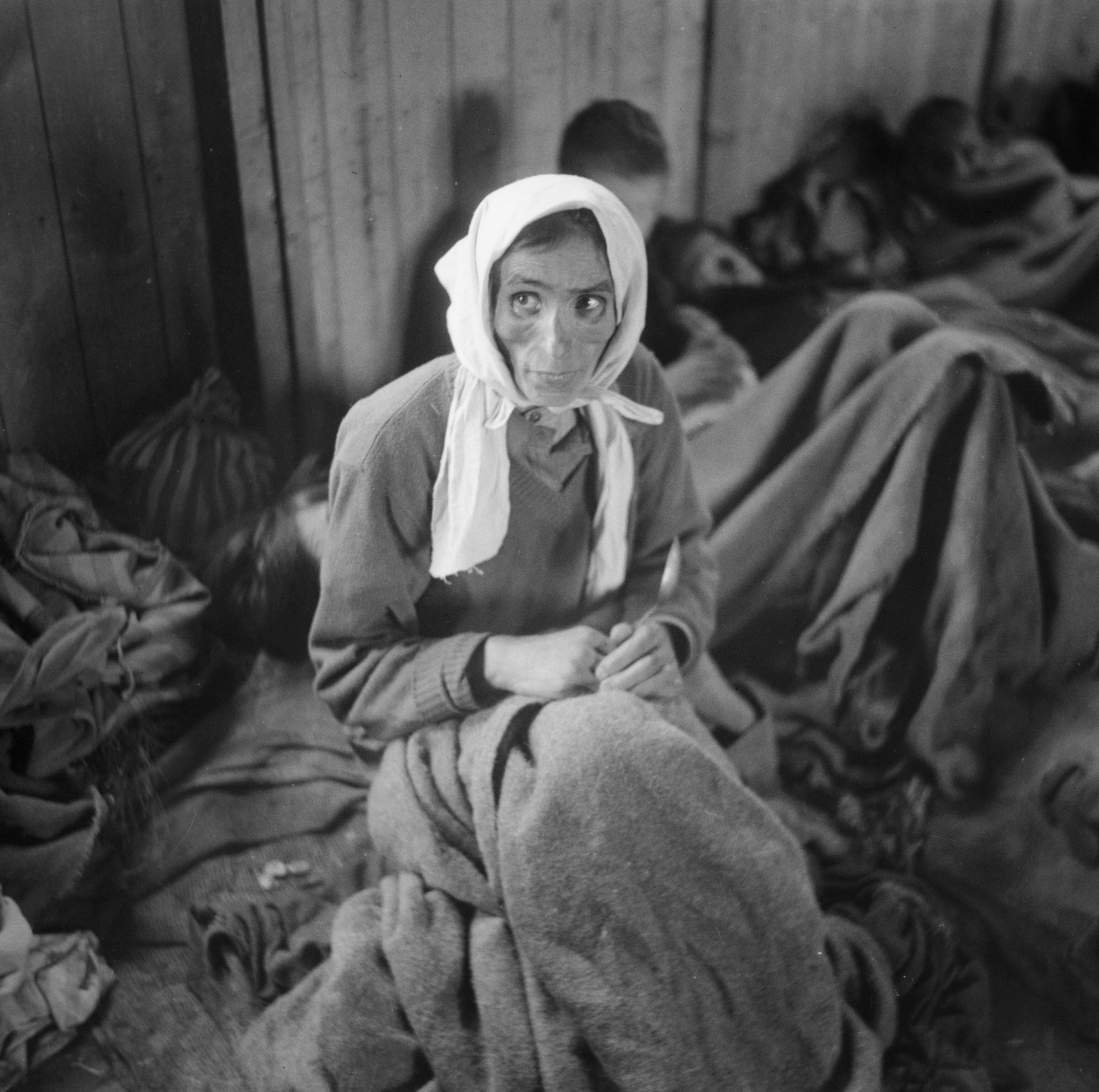
As náuseas, vômitos e diarreia podem levar à perda de peso e desidratação grave.

Os sintomas do tifo epidêmico se desenvolvem em cerca de uma a duas semanas após a infecção inicial e podem incluir:
- Febre alta (39-40 °C);
- Dor de cabeça;
- Mal-estar;
- Náuseas;
- Vômitos;
- Tosse;
- Dor de barriga;
- Diarreia e;
- Manchas avermelhadas na pele (exantema)

De forma similar a tifo endêmica as manchas aparecem cerca de quatro a sete dias depois da infeção inicial no peito e abdômen, após outros sintomas iniciais desenvolverem, e muitas vezes se espalham pelo corpo. Porém nos casos mais epidêmicos é comum que os pacientes desenvolvam sintomas adicionais como:
- Sangramento na pele (petéquias);
- Delirium;
- Estupor;
- Pressão baixa;
- Choque circulatório.

### Doença de Brill-Zinsser
A doença de Brill-Zinsser é uma infecção secundária que pode surgir anos mais tarde durante um período de fraqueza imune devido às rickettsias que se "esconderam" no sistema imunitário dentro das células em estado quiescente. Caracteriza-se por sintomas mais moderados de tifo.

## Diagnóstico
O diagnóstico é feito através da detecção de anticorpos específicos contra a R.prowasekii no soro sanguíneo do doente. Também é possível a observação microscópica após cultura de amostras em meios com células vivas (recolhidas de ovos fecundados de galinha). Podem-se confirmar os achados por detecção de DNA através da técnica de PCR.

## Tratamento

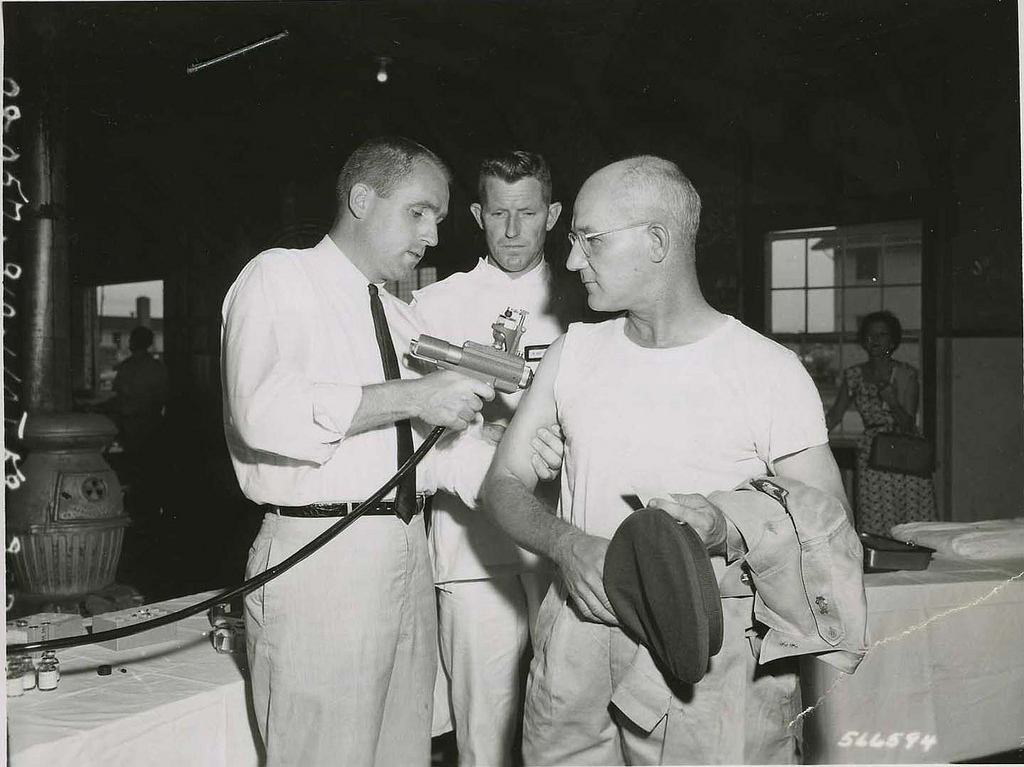
Vacina contra tifo epidêmica só costuma ser usada durante surtos.

O tratamento é feito com antibióticos, sendo a primeira escolha as tetraciclinas (Sumycin). Existe também vacinas, porém não são muito eficazes. Como é fácil de prevenir e erradicar, a vacinação só é usada na população mais vulnerável durante surtos endêmicos.
Outros antibióticos eficientes incluem a azitromicina (nomes comerciais: Zithromax, Zmax), a doxiciclina (nomes comerciais: Vibramycin, Oracea, Adoxa, Actidox) e cloranfenicol.

## História

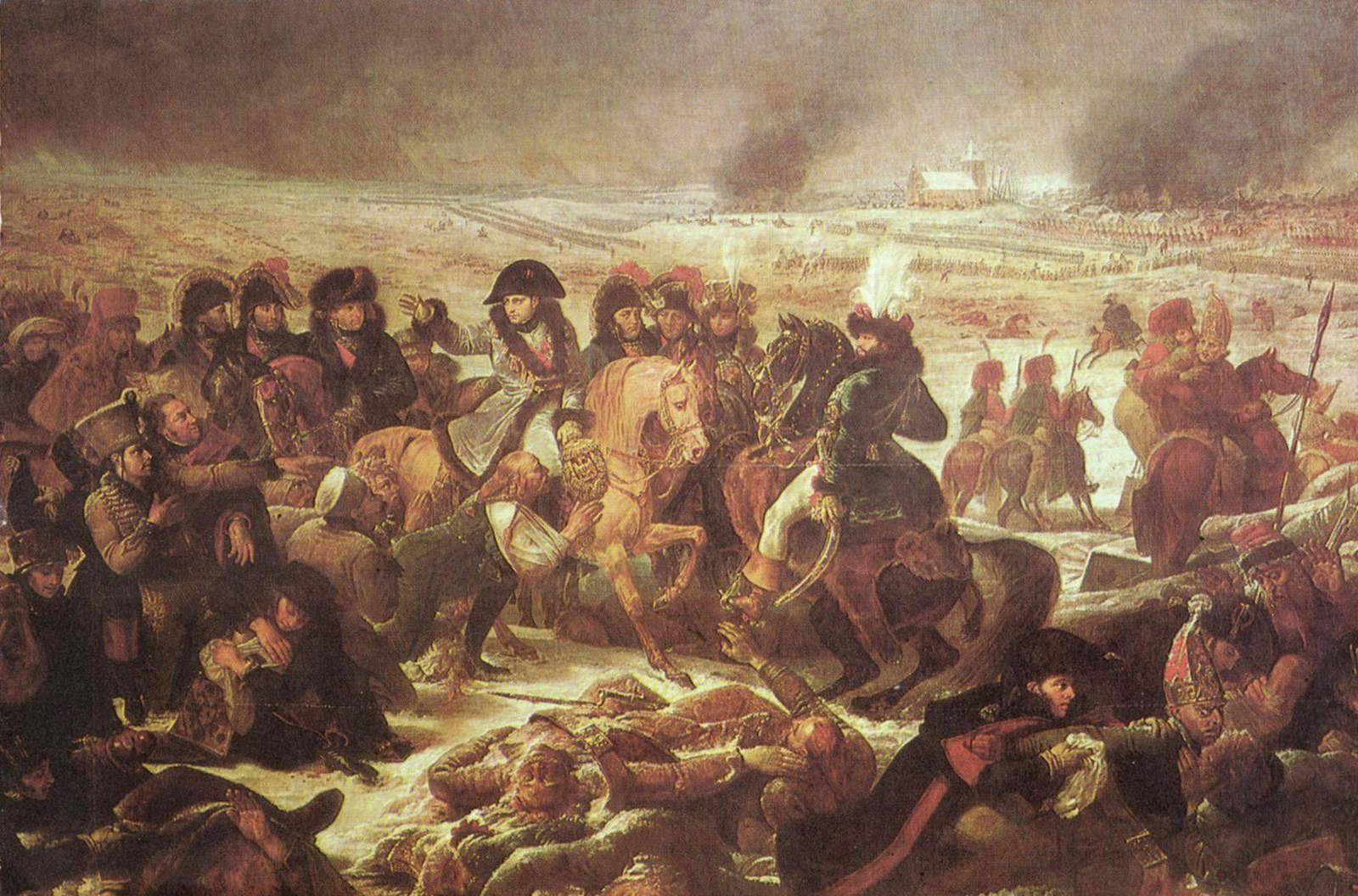
Os exércitos de Napoleão Bonaparte foram atingidos pelo tifo epidêmico durante a Campanha da Rússia.

O tifo foi uma importante causa de epidemias antes da Segunda Guerra Mundial. Atingia particularmente os exércitos em campanha e as populações prisionais.
Alguns historiadores acreditam que foi o tifo a doença misteriosa que atingiu Atenas no século de Péricles (430 a.C), um evento associado ao declínio dessa grande cidade-estado.
Uma das epidemias mais importantes foi aquela que atingiu Napoleão Bonaparte e a sua Grande Armée na sua campanha de invasão da Rússia, em 1812. Durante a retirada das suas tropas após a destruição de Moscovo pelos russos, as tropas de Napoleão foram reduzidas de 600 000 a 40 000 mais devido ao tifo e ao frio que às tropas inimigas.

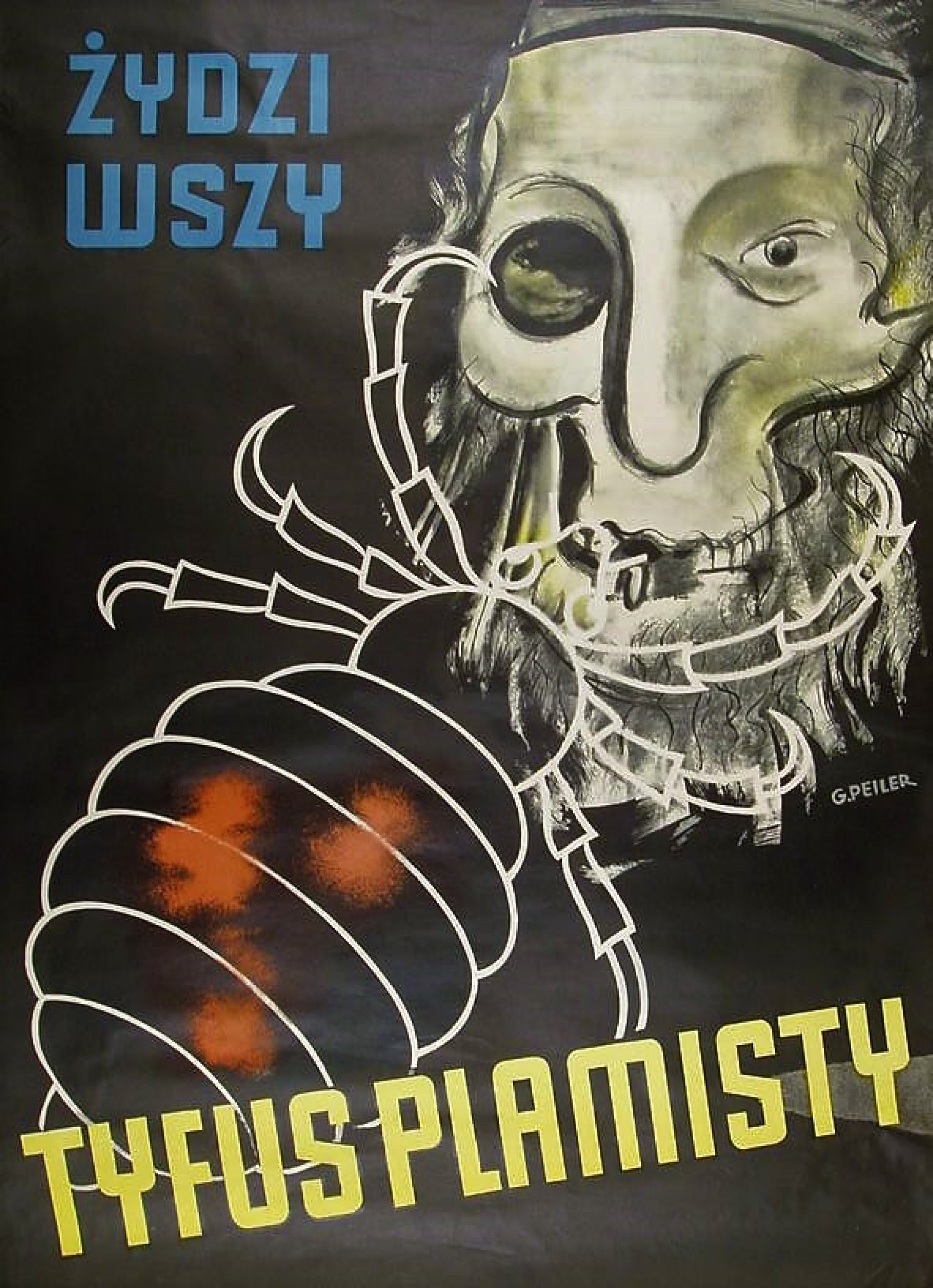
Campanha nazi antijudaica afirmando que os judeus são contaminadores de tifo na Polônia.

Outra epidemia mortífera surgiu na Irlanda entre 1846 e 1849 durante a fome da batata nesse país, onde o tifo se uniu à destruição de um fungo parasita dessa cultura para reduzir, pela morte e emigração, a população da ilha para menos de um terço.
As medidas higiênicas militares, hoje parte importante da disciplina de todos os exércitos, foram introduzidas pelos franceses em reação à mortalidade pelo tifo. A obrigatoriedade de raspar a barba e cortar o cabelo rente foram medidas inicialmente introduzidas nos soldados de forma a erradicar os piolhos transportadores da infecção. Antes de se descobrir que a higiene e a limpeza das roupas reduziam as mortes por tifo, a higiene não era grande preocupação para os oficiais. Devido a estas medidas, durante a primeira guerra mundial na frente ocidental quase não houve mortes de tifo, enquanto na frente oriental, após a quebra de autoridade que se seguiu à Revolução de Outubro na Rússia czarista, três milhões de pessoas morreram da doença.
Apesar de medidas baratas e fáceis de prevenção já serem conhecidas, os nazistas deixaram centenas de milhares de presos nos seus campos de concentração, incluindo a maioria de judeus (como Anne Frank), morrer da doença durante a Segunda Guerra.

### História do tratamento
A primeira descrição reconhecível de tifo foi dada em 1083 na Itália. Só em 1546 é que o famoso médico de Florença, Girolamo Fracastoro (o primeiro médico a defender os germes como causa das doenças), descreveu a doença em termos científicos.
Em 1909, Charles Nicolle identificou o piolho como vetor da doença. Ganhou em 1928 o Prêmio Nobel pela sua descoberta.
Foi Henrique da Rocha Lima em 1916 quem identificou a bactéria Rickettsia prowazekii como responsável pela doença. O nome homenageia H. T. Ricketts e Stanislaus von Prowazek, dois zoólogos que perderam as suas vidas vítimas da doença ao investigá-la em 1915 numa prisão.